# Битка код Скафиде
Битка код Скафиде одиграла се 1304. години у близини Бургаса између војске Византијског царства са једне и војске Бугарског царства са друге стране. Битка је део Византијско-бугарских ратова, а завршена је бугарском победом.

## Битка
Дошавши на бугарски престо 1300. године, Теодор Светослав је желео да се освети за нападе Татара од пре двадесет година. Због тога је намеравао да казни и Византију која је подржавала татарску инвазију освојивши тако многа бугарска утврђења у Тракији. Његова војска је 1303. године повратила многе градове у Тракији. Византија се припремала за противнапад. Сукобили су се код реке Скафиде у Бугарској. У почетку су Византинци имали предност натеравши Бугаре преко реке. Када су сами покушали да пређу реку, мост кога су Бугари претходно саботирали је попустио и многи византијски војници су се удавили. То је помогло Бугарима да однесу победу и заробе многе непријатеље. Светослав је наставио кампању по Тракији све до потписивања мира 1307. године.